# Challenge de France féminin 2007-2008
La Challenge de France féminin 2007-2008 è stata la 7ª edizione della Coppa di Francia riservata alle squadre femminili. La finale si è svolta di nuovo a Saint-Denis ed è stata vinta dall'Olympique Lione, al primo successo nella competizione.

## Fase regionale
Le squadre appartenenti ai campionati regionali si sfidano per prime in gare ad eliminazione diretta.

## Fase federale

### Primo turno
Si aggiungono alle squadre rimanenti dal turno precedente le 20 squadre appartenenti al campionato di Division 2 e si sfidano in gare ad eliminazione diretta.
Le gare si svolgono il 6 gennaio 2008 tranne ASC Saint-Apollinaire vs Aulnat Sportif che si disputerà la settimana seguente.
| Squadra 1                    | Risultato       | Squadra 2                |
| ---------------------------- | --------------- | ------------------------ |
| AS Algrange                  | 11 - 0          | AS Glaire                |
| Allennes-les-Marais PMB      | 2 - 2 (4-3 dtr) | Blanc-Mesnil SF          |
| RS Amanvillers               | 2 - 2 (4-5 dtr) | SR Colmar                |
| Amiens Montières             | 2 - 1           | Leers omnisports         |
| J3S Amilly                   | 0 - 4           | VGA Saint-Maur           |
| AS Anet                      | 0 - 5           | Condéen                  |
| Arbois Sports                | 1 – 4           | FC Pontcharra Saint-Loup |
| COM Bagneux                  | 1 - 0           | US Orléans               |
| CS Mars Bischheim            | 2 - 0           | Nancy                    |
| ES Bonchamp                  | 0 - 4           | Saint-Malo               |
| Castres Lameilhe FC          | 1 - 6           | Monteux                  |
| AS Châtenoy-le-Royal         | 4 - 0           | Ilets Montluçon          |
| AS Chèvremont                | 3 - 2           | RC Serris VE             |
| ES Cormelles-le-Royal        | 6 - 1           | FA Laval                 |
| Corne USC                    | 6 - 2           | AS Grayan Nord-Medoc     |
| ASSF Épinal                  | 2 – 0           | Besançon RC              |
| Issy                         | 3 - 3 (2-4 dtr) | US Gravelines            |
| FC La Rochelle Laleu         | 0 - 5           | Tours                    |
| FC La Rochette Vaux le Pénil | 2 - 0           | Blois Foot 41            |
| AS La Sanne                  | 2 - 4           | ES Arpajonnaise          |
| US Véore                     | 8 - 0           | OS Monaco                |
| US Laon                      | 0 - 5           | Arras                    |
| Limoges LF                   | 5 – 0           | CBOSL Football           |
| ASPTT Marseille              | 0 - 3           | Gandalou FC              |
| Montbard Venarey F           | 4 - 2           | ES Troyes AC             |
| Montigny                     | 0 - 2           | Le Mans                  |
| Muret                        | 4 - 2           | ES Cannet-Rocheville     |
| Nîmes Métropole Gard         | 0 - 3           | Rodez                    |
| Ploërmel FC                  | 2 - 1           | AS Cherbourg             |
| ESTC Poitiers                | 1 - 1 (3-4 dtr) | Blanquefort              |
| US Pont de l'Arche           | 0 - 1           | Rouen                    |
| Riorges FC                   | 1 - 0           | RCF Mâcon                |
| ASC Saint-Apollinaire        | 2 – 1           | Aulnat Sportif           |
| AS Saint-Christol lez Alès   | 0 - 4           | ASPTT Albi               |
| FC Saint Étienne du Rouvray  | 0 - 5           | Compiègne                |
| Saint-Herblain OC            | 7 - 0           | ASPTT Vannes             |
| FR Sessenheim                | 0 - 3           | Saint-Memmie Olympique   |
| AS Soliers                   | 1 - 13          | CPBB Rennes              |
| ASF Les Verchers             | 2 - 0           | FCE Arlac                |
| Nord Allier Yzeure           | 7 – 0           | USF Le Puy               |

### Secondo turno
Le gare si svolgono il 20 gennaio 2008 ad eccezione di Corne USC – Tours che si disputerà la settimana seguente.
| Squadra 1                    | Risultato       | Squadra 2                |
| ---------------------------- | --------------- | ------------------------ |
| ASPTT Albi                   | 2 - 0           | Monteux                  |
| Allennes-les-Marais PMB      | 0 - 0 (2-3 dtr) | Arras                    |
| Amiens Montières             | 0 - 3           | Compiègne                |
| ES Arpajonnaise              | 5 - 0           | FC Pontcharra Saint-Loup |
| CS Mars Bischheim            | 4 - 0           | AS Chèvremont            |
| Blanquefort                  | 0 - 3           | ASF Les Verchers         |
| AS Châtenoy-le-Royal         | 0 – 0 (0-2 dtr) | ASC Saint-Apollinaire    |
| SR Colmar                    | 0 - 4           | ASSF Épinal              |
| Condéen                      | 7 - 1           | ES Cormelles-le-Royal    |
| Corne USC                    | 0 - 5           | Tours                    |
| Gandalou FC                  | 1 - 4           | Rodez                    |
| US Gravelines                | 8 - 1           | Rouen                    |
| FC La Rochette Vaux le Pénil | 0 - 7           | VGA Saint-Maur           |
| US Véore                     | 1 - 4           | Muret                    |
| Montbard Venarey F           | 0 - 9           | COM Bagneux              |
| Ploërmel FC                  | 0 - 5           | Le Mans                  |
| Saint-Herblain OC            | 2 – 1           | Limoges LF               |
| Saint-Malo                   | 0 - 4           | CPBB Rennes              |
| Saint-Memmie Olympique       | 1 - 0           | AS Algrange              |
| Nord Allier Yzeure           | 3 - 0           | Riorges FC               |

## Sedicesimi di finale
Le gare si sono svolte il 10 febbraio 2008 e si aggiungono alle squadre rimanenti dal turno precedente 12 club del campionato di Division 1.
| Squadra 1              | Risultato       | Squadra 2           |
| ---------------------- | --------------- | ------------------- |
| Arras                  | 0 - 4           | Paris Saint-Germain |
| COM Bagneux            | 0 - 2           | FCF Juvisy          |
| Compiègne              | 1 - 1 (5-4 dtr) | Hénin-Beaumont      |
| ASSF Épinal            | 0 - 1           | Vendenheim          |
| US Gravelines          | 6 - 1           | Condéen             |
| Le Mans                | 1 - 1 (7-8 dtr) | Soyaux              |
| Montpellier            | 3 – 0           | Saint-Étienne       |
| Muret                  | 10 - 0          | ES Arpajonnaise     |
| CPBB Rennes            | 2 - 0           | ASF Les Verchers    |
| Rodez                  | 5 - 0           | ASPTT Albi          |
| ASC Saint-Apollinaire  | 0 - 4           | Olympique Lione     |
| Stade Briochin         | 1 - 6           | La Roche-sur-Yon    |
| VGA Saint-Maur         | 2 - 1           | Évreux ACF          |
| Saint-Memmie Olympique | 0 - 2           | CS Mars Bischheim   |
| Tolosa                 | 1 - 2           | Nord Allier Yzeure  |
| Tours                  | 3 – 3 (2-3 dtr) | Saint-Herblain OC   |

## Ottavi di finale
Tutte le gare si sono svolte il 24 febbraio 2008.
| Squadra 1           | Risultato       | Squadra 2       |
| ------------------- | --------------- | --------------- |
| CS Mars Bischheim   | 1 - 2           | Muret           |
| La Roche-sur-Yon    | 0 - 4           | FCF Juvisy      |
| Paris Saint-Germain | 3 – 2           | Compiègne       |
| CPBB Rennes         | 3 - 3 (8-7 dtr) | US Gravelines   |
| Saint-Herblain OC   | 1 - 4           | Soyaux          |
| VGA Saint-Maur      | 1 - 1 (3-4 dtr) | Rodez           |
| Vendenheim          | 0 - 6           | Olympique Lione |
| Nord Allier Yzeure  | 0 - 5           | Montpellier     |

## Quarti di finale
Le gare si sono svolte il 23 marzo 2008.
| Squadra 1           | Risultato | Squadra 2       |
| ------------------- | --------- | --------------- |
| Montpellier         | 0 - 1     | FCF Juvisy      |
| Muret               | 1 - 3     | Soyaux          |
| Paris Saint-Germain | 2 - 0     | CPBB Rennes     |
| Rodez               | 0 - 5     | Olympique Lione |

## Semifinali
Le gare si sono svolte il 27 aprile 2008.
| Squadra 1  | Risultato | Squadra 2           |
| ---------- | --------- | ------------------- |
| FCF Juvisy | 1 - 2     | Paris Saint-Germain |
| Soyaux     | 0 – 3     | Olympique Lione     |

## Finale
| Arbitro: | Séverine Craipeau |

|                              |           |  |
| Cruz 52’ Nécib 57’ Abily 77’ | Marcatori |  |

### Formazioni
| P              | 1  | Bente Nordby      |  |     |
| D              | 2  | Sandrine Dusang   |  |     |
| D              | 3  | Dorte Jensen      |  |     |
| D              | 4  | Laura Georges     |  |     |
| D              | 8  | Sonia Bompastor   |  |     |
| C              | 6  | Simone Jatobá     |  |     |
| C              | 7  | Louisa Nécib      |  | 81’ |
| C              | 9  | Élodie Thomis     |  | 73’ |
| C              | 11 | Shirley Cruz      |  |     |
| A              | 5  | Hoda Lattaf       |  |     |
| A              | 10 | Camille Abily     |  | 79’ |
| Riserve:       |    |                   |  |     |
| P              | 16 | Émmeline Mainguy  |  |     |
| D              | 15 | Wendie Renard     |  |     |
| C              | 13 | Katia Da Silva    |  | 73’ |
| C              | 14 | Alix Chellali     |  | 81’ |
| A              | 12 | Sandrine Brétigny |  | 79’ |
| Allenatore:    |    |                   |  |     |
| Farid Benstiti |    |                   |  |     |

| P           | 1  | Cécile Quatredeniers |  |     |
| D           | 2  | Julie Soyer          |  |     |
| D           | 4  | Émilie Lhuillier     |  |     |
| D           | 5  | Sabrina Delannoy     |  | 46’ |
| D           | 11 | Nonna Debonne        |  |     |
| C           | 3  | Laure Boulleau       |  |     |
| C           | 6  | Caroline Pizzala     |  |     |
| C           | 7  | Mériame Abdelwahab   |  | 52’ |
| C           | 8  | Sophie Périchon      |  | 79’ |
| A           | 9  | Marie-Laure Delie    |  |     |
| A           | 10 | Candice Prévost      |  |     |
| Riserve:    |    |                      |  |     |
| P           | 16 | Méline Gérard        |  |     |
| D           | 14 | Aude Moreau          |  | 46’ |
| C           | 12 | Inès Dhaou           |  | 52’ |
| C           | 13 | Adama Doumbouya      |  | 79’ |
| C           | 15 | Claire Ficadière     |  |     |
| Allenatore: |    |                      |  |     |
| Eric Leroy  |    |                      |  |     |